# Junction City (California)
Junction City es un lugar designado por el censo ubicado en el condado de Trinity en el estado estadounidense de California. En el año 2010 tenía una población de 680 habitantes.

## Geografía
Junction City se encuentra ubicado en las coordenadas 40°44′37″N 123°3′31″O / 40.74361, -123.05861.